# Аксёновский Починок
Аксёновский Починок — деревня в Великоустюгском районе Вологодской области.
Входит в состав Усть-Алексеевского сельского поселения, с точки зрения административно-территориального деления — в Усть-Алексеевский сельсовет.
Расстояние по автодороге до районного центра Великого Устюга — 55 км, до центра муниципального образования Усть-Алексеево — 3 км. Ближайшие населённые пункты — Усть-Алексеево, Малинники, Ульяница.
По переписи 2002 года население — 15 человек.